# Tetralycosa arabanae
Espèce
Tetralycosa arabanae est une espèce d'araignées aranéomorphes de la famille des Lycosidae.

## Distribution
Cette espèce est endémique d'Australie-Méridionale.

## Description
Le mâle holotype mesure 7,3 mm et la femelle paratype 7,6 mm, les mâles mesurent de 4,8 à 7,7 mm et les femelles de 6,6 à 11,1 mm.

## Étymologie
Cette espèce est nommée en l'honneur du peuple Aborigènes d'Australie des Arabana.

## Publication originale
- Framenau, Gotch & Austin, 2006 : The wolf spiders of artesian springs in arid South Australia, with a revalidation of Tetralycosa (Araneae, Lycosidae). Journal of Arachnology, vol. 34, p. 1-36 (texte intégral).